# Деградация оптических дисков

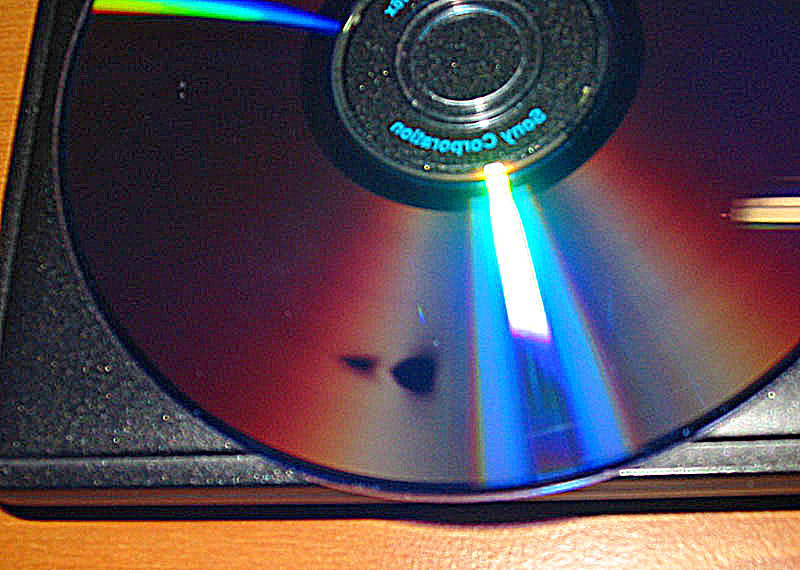
Диск со следами деградации

Деградация дисков (англ. Disc rot, «гниение диска») — это тенденция CD, DVD или других оптических дисков становиться нечитаемыми вследствие механического или химического повреждения. Причины этого эффекта включают окисление отражающего слоя, истирание или царапание некоторых слоёв диска, повреждение ультрафиолетовым излучением, нарушение сцепления слоёв диска и взаимодействие с загрязнителями наподобие соединений серы.

## Причины
Информация на CD записана в отражающем слое, обычно состоящем из алюминия.
Алюминий реагирует с некоторыми распространёнными химическими элементами, такими как кислород и сера, а также с некоторыми ионами, поступающими с влагой. 
Как известно, алюминий на воздухе мгновенно покрывается прочной оксидной плёнкой, которая препятствует его дальнейшему окислению. Однако толщина алюминиевого слоя на диске недостаточна для того, чтобы пассивирующая плёнка оксида алюминия была надёжной защитой.
Отражающий слой защищён пластиковой подложкой снизу (рабочая сторона), тонким слоем лака сверху и по краям.
Лаковый слой на торце оптического диска обычно виден невооружённым взглядом. Он редко имеет равномерную толщину, эти изменения толщины часто тоже заметны на глаз. 
Отражающий слой на CD-R и CD-RW состоит не из алюминия, но так же уязвим для повреждений: он имеет такой же защитный слой лака в 0,25—0,5 мм.
DVD-диски отличаются по строению от CD: защитный лак над отражающим слоем заменён на пластиковую подложку — такую же, как на нижней стороне. Это означает, что царапина на любой поверхности DVD вряд ли достигнет отражающего слоя и вряд ли откроет его для контакта с окружающей средой, то есть для возможной коррозии (в т. ч. прогрессирующей). Каждый тип оптических дисков, таким образом, имеет различную восприимчивость к повреждению и коррозии отражающего слоя. Более того, записываемые и перезаписываемые версии каждого типа оптических дисков также несколько различаются. Наконец, диски с золотым отражающим слоем существенно меньше подвержены коррозии, хотя не менее чувствительны к механическому разрушению слоя. Ввиду относительной дешевизны алюминиевый отражающий слой принят за стандарт производства прессованных оптических дисков.

## Признаки деградации диска
На CD деградация визуально проявляется двумя способами:
1. Отражающий слой начинает пропускать свет в нескольких мелких точках[2][3].
2. Отражающий слой меняет цвет, словно покрывается пятнами от кофе. См. также бронзовение CD[англ.][2][3].

На Audio CD деградация приводит к слышимым искажениям, пропускам повреждённых частей или полной нечитаемости.

## Варианты

### Деградация LaserDisc(Laser rot)
Laser rot — это появление артефактов на видео- и звуковой дорожке во время проигрывания лазердиска, а также их обострение с течением времени. Причиной считается окисление алюминиевого слоя из-за низкокачественного клея, которым скрепляются две стороны диска. Односторонние лазердиски, судя по всему, этому дефекту не подвержены.
Деградация проявляется в виде разноцветных шлейфов на видео. Они увеличиваются в размерах и количестве по мере деградации диска. Деградации подвержены многие ранние диски от MCA DiscoVision. Другой случай частой деградации — лазердиски завода Sony DADC в Терре-Хот (1990-е годы).

### Деградация HD-DVD(HD-DVD Rot)
На многих дисках HD-DVD деградация проявлялась вскоре после изготовления, особенно на дисках компании Warner Bros. между 2006 и 2008 годами. Проблема также чаще проявлялась на двухсторонних дисках, чем на односторонних.